# 神戶蘭子
神戶蘭子（日语：神戸 蘭子，1982年4月14日—）是日本女模特兒、藝人，宮崎縣宮崎市出身，經紀公司為Artist-house Pyramid。主要工作為時尚雜誌《JJ》模特兒，亦活躍於日本各大電視綜藝節目。

## 個人經歷
- 1982年4月14日，生於宮崎縣宮崎市，並在此成長。
- 2001年4月，高中畢業後前往東京，就讀文化女子大學服裝系。
- 2003年2月，在澀谷被星探挖掘，成為讀者模特兒，開始時尚模特兒的工作。
- 2005年4月，大學畢業後，如願進入服裝公司工作，並同時從事模特兒和品牌宣傳的工作。
- 2006年，由於對於工作過多無法負荷，辭去約一年半的服裝公司工作。之後專職投入模特兒工作，並以「S尺寸模特兒」（Sサイズモデル）的稱號出道。
- 2008年，加入現在的經紀公司（Artist-house Pyramid），開始投入模特兒以外的演藝工作。
- 2009年6月17日，以富士電視台猜謎節目QUIZ! HEXAGONII衍生出來的歌唱組合「里田舞 with 合田家族」一員發行唱片，正式在音樂界出道。
- 2010年1月，開始參與戲劇演出，演出TBS電視劇《完美小姐進化論》的笠原乃依一角。

## 演藝經歷

### 模特兒
- 光文社《JJ》專屬模特兒
- 丸井『CrystalSylph』（小尺寸品牌）
- 神戶時裝秀 (2009 A/W - )
- 東京女孩時裝秀 (2010 S/S - )

### 電視節目
綜藝（固定班底）
- QUIZ! HEXAGONII （2009年3月11日- ；富士電視台）
- PON! （2010年4月1日 - ；日本電視台） ※星期四 「小尺寸模特兒」單元
- バナナマンの神アプリ@ （2011年2月2日- ；東京電視台）

固定班底（過往）
- おもいッきりDON! （2009年4月2日 - 10月1日；日本電視台） ※木曜日パネリスト（全篇出演）
- おもいッきりDON!第1部 おもいッきりPON! （2009年10月8日 - 2010年3月25日；日本電視台） ※木曜日 パネリスト

戲劇
- 完美小姐進化論 （2010年1月 - 3月、TBS）- 飾 笠原乃依

### 短片
- Princess Collection

### 廣告
- 可爾必思 代言人（2010年3月 -）

### 其他
- NTT DoCoMo （2010年4月 - 5月）

## 獲獎紀錄
- Hair Coloring Awards 2010 女性藝人部門 ※Hoyu主催

## 作品

### 寫真集
- Radiance （2010年6月29日、彩文館出版） ISBN 978-4-7756-0482-3

### 書籍
- （神戸蘭子圖文本） （2009年4月23日、ゴマブックス） ISBN 9784777113088

### DVD
- Rugiada （2010年6月25日、イーネット・フロンティア）

## 外部連結
- 神戶蘭子官方檔案
- http://ameblo.jp/ran-ran-k/ （页面存档备份，存于）
- Hair Catalog Cendrillon 1 模特兒：神戶蘭子
- Hair Catalog Cendrillon 1 模特兒：神戶蘭子